# Podhájská
Podhájská (též Podhajská) je 291 m n. m. vysoký vrch v okrese Hradec Králové Královéhradeckého kraje. Leží asi 1,5 km ssz. od obce Starý Bydžov, vrcholem na katastrálním území Starého Bydžova, svahy na území okolních vsí.

## Geomorfologické zařazení
Geomorfologicky vrch náleží do celku Východolabská tabule, podcelku Cidlinská tabule, okrsku Novobydžovská tabule a podokrsku Smidarská tabule, jehož je to nejvyšší bod.